# El camino de los ingleses
El camino de los ingleses é um filme espanhol de 2006, um drama dirigido por Antonio Banderas.

## Sinopse
O filme se baseia num romance homônimo do escritor espanhol Antonio Soler, que lança um olhar sobre as incertezas, esperanças e frustrações da passagem da Espanha à idade adulta no final dos anos 1970.